# Sulcicnephia galinae
Sulcicnephia galinae är en tvåvingeart som beskrevs av Yankovsky 1989. Sulcicnephia galinae ingår i släktet Sulcicnephia och familjen knott.
Artens utbredningsområde är Mongoliet. Inga underarter finns listade i Catalogue of Life.